# 素色突頜魚
素色突領魚（学名：Hybognathus placitus）为輻鰭魚綱鯉形目鲤科的其中一種，體長可達12公分，分布於北美洲美國中西部河流，成魚出現通常在水淺的沙泥底質水域，體長可達13公分。

## 扩展阅读
維基物種上的相關：素色突領魚